# Okoška Gora
Okoška Gora je naselje v Občini Oplotnica.